# Caro Emerald
Caro Emerald, eg. Caroline Esmeralda van der Leeuw, född 26 april 1981 i Amsterdam, är en nederländsk sångare. 
Hennes första studioalbum Deleted Scenes from the Cutting Room Floor gavs ut 29 januari 2010 och toppade albumlistan i Nederländerna där det låg på första plats i 30 veckor. Det nådde även topp 10-placeringar på listorna i fem andra länder. I Nederländerna har debutalbumet legat på topp 100-listan i över två år. Från albumet släpptes det fem singlar.
Hennes andra singel, "A Night like This", nådde topp 10-placeringar på listorna i fyra andra länder.
Den 3 maj 2013 kom Emeralds andra studioalbum The Shocking Miss Emerald, som nådde topplaceringar på albumlistorna i Storbritannien och Nederländerna samt tredjeplaceringar i Tyskland, Österrike och Schweiz.

## Diskografi

### Album
| År   | Album                                                                | Topplaceringar | Topplaceringar | Topplaceringar | Topplaceringar | Topplaceringar | Topplaceringar | Topplaceringar | Topplaceringar | Topplaceringar | Topplaceringar | Ref   |
| År   | Album                                                                | Belgien        | Frankrike      | Irland         | Italien        | Nederländerna  | Polen          | Schweiz        | Storbritannien | Tyskland       | Österrike      | Ref   |
| ---- | -------------------------------------------------------------------- | -------------- | -------------- | -------------- | -------------- | -------------- | -------------- | -------------- | -------------- | -------------- | -------------- | ----- |
| 2013 | The Shocking Miss Emerald - Släppt: 3 maj 2013                       | 31             |                | 71             | 22             | 1              | 17             | 3              | 1              | 3              | 3              | [ 3 ] |
| 2010 | Deleted Scenes from the Cutting Room Floor - Släppt: 29 januari 2010 | 23             | 79             | 39             | 14             | 1              | 3              | 10             | 4              | 5              | 3              | [ 1 ] |

### Singlar
- 2009 – "Back It Up"
- 2009 – "A Night like This"
- 2010 – "That Man"
- 2010 – "Stuck"
- 2011 – "Riviera Life"